# Andovske zgodbe
Az Andovske zgodbe, vagy Andovske prpovejsti Holecz Károly 2003-ban megjelent könyve.
A könyvet Szlovéniában adták ki, a magyar Nemzeti Kulturális Örökség Minisztériuma, illetve a szlovén Ministrstva RS za kulturo in Ministrstva za nacionalno kulturno dediščino támogatással.
A könyv címe vendvidéki nyelvjárással, illetve szlovénul íródott, ezzel jelezve, hogy a könyvben található történetek vendül, és irodalmi szlovén nyelven is le lettek jegyezve.
Andovci Orfalu szlovén elnevezése, így a könyvben "orfalui történetek" találhatóak (andovske zgodbe). Az író is ebben a faluban született, s a könyvben a helyi, szájhagyomány útján terjedő történeteket gyűjtötte össze, több közülük először jelent meg írásban.

## Történetek
- Eden den v Andovcaj/Andovski vsakdan (Orfalui hétköznap)
- Baug te pokaštiga/Bog te kaznuje (Az Isten megbüntet)
- Stüdenec/Vodnjak (Kút)
- Krepak ladjen/Pravi korenjak (Erős legény)
- Vrajže ženske/Hudičeve ženske (Ördögi asszonyok)
- Smrt/Smrt (Halál)
- Straža/Straža (Őrködés)
- Krava pa hungazin/Krava in gesaprim (Tehén és vegyszer)
- Zabadanje/Koline (Disznóvágás)
- Biciklin/Bicikel (Bicikli)